# شيرخورشت (سيمكان)
شیرخورشت (بالفارسية: شیرخورشت) هي قرية تقع في إيران في قسم سیمکان الريفي. يقدر عدد سكانها بـ 0 نسمة بحسب إحصاء 2016.